# Báb az-Záhra

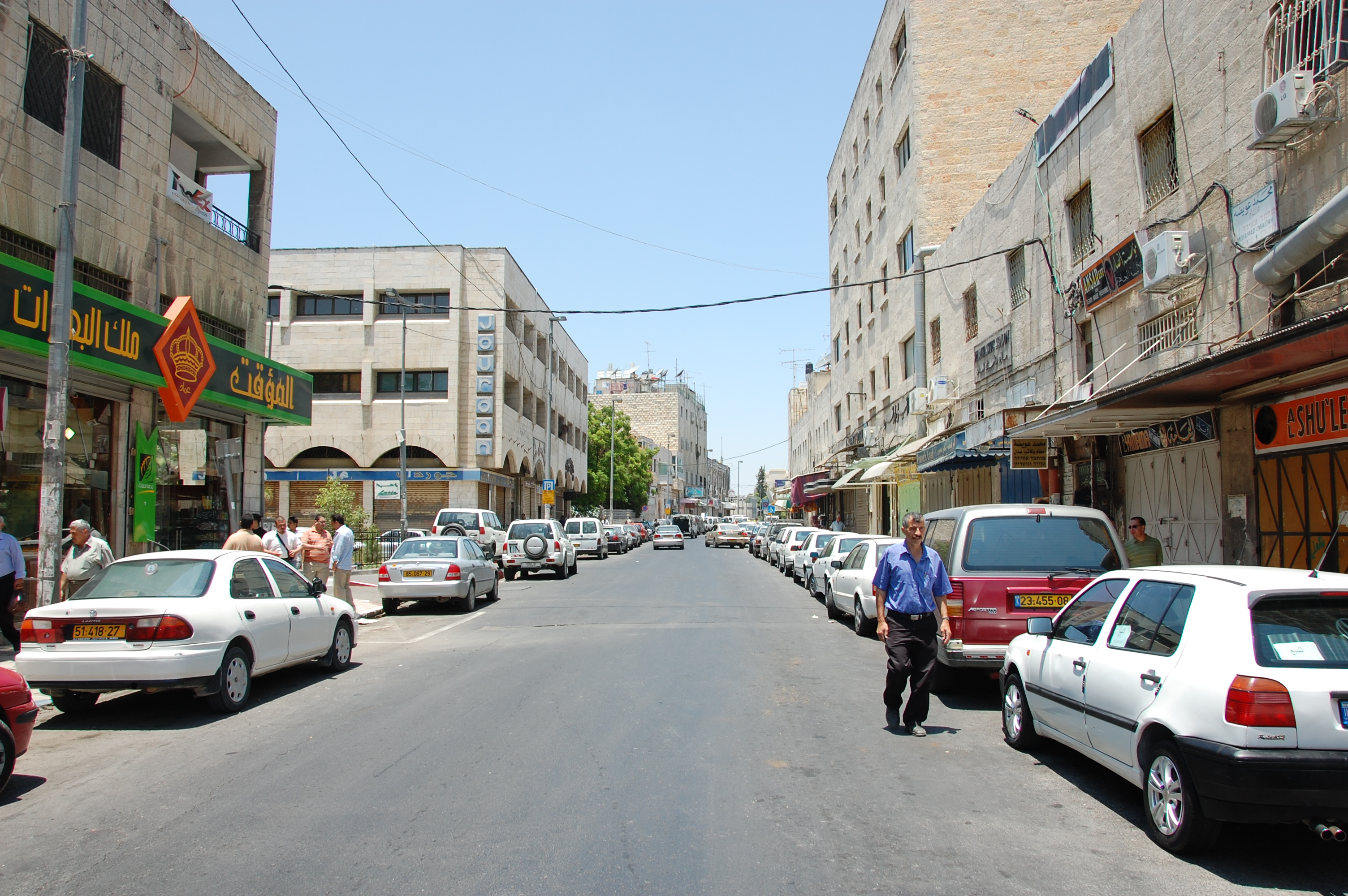
Saládinova ulice v Bab az-Zahra

Báb az-Záhra nebo Bab az-Zahara[nedostupný zdroj] (arabsky باب الزاهرة‎ nebo باب الساهرة‎, hebrejsky: באב א-זהרה, Bab a-Zahra) je arabská čtvrť v centrální části Jeruzaléma v Izraeli, ležící ve Východním Jeruzalémě, tedy v části města, která byla okupována Izraelem v roce 1967 a začleněna do hranic města.

## Geografie
Leží v nadmořské výšce cca 750 metrů, necelý 1 kilometr vně severovýchodního okraje Starého Města. Na východě s ní sousedí arabská čtvrť as-Sawwána, na severovýchodě čtvrť Vádí al-Džoz, na jihozápadě Masudija a na severu ha-Mošava ha-Amerika'it (Americká Kolonie). Nachází se na ploché vyvýšenině přiléhající k Starému Městu. Leží nedaleko Zelené linie, která do roku 1967 rozdělovala Jeruzalém. Jako jediný bod omezeného přeshraničního styku zde existovala takzvaná Mandelbaumova brána. V trase bývalé Zelené linie nyní probíhá dálnice číslo 60 (sderot Chejl ha-handasa). V roce 2011 byla podél ní dobudována tramvajová trať.

## Dějiny
Šlo o jedno z prvních arabských předměstí Jeruzaléma. Jménem odkazuje na Herodovu bránu, na jejímž předpolí vyrostlo. Na mapě města z roku 1894 zde jsou zakresleny první dva domy. Stojí tu střední škola Rašadija, jedna z nejvýznamnějších vzdělávacích institucí tohoto typu ve městě. Nachází se tu rovněž takzvaný Orient House, postavený v roce 1897 coby přepychová rezidence Ismaila al-Husajniho. Byla zde v roce 1898 konána recepce na počest návštěvy německého císaře Viléma II. Od roku 1952 sloužil jako hotel. Koncem 20. století tu dočasně sídlila jeruzalémská kancelář Organizace pro osvobození Palestiny.
Po konci první arabsko-izraelské války byla čtvrť v rámci dohod o příměří z roku 1949 začleněna do území okupovaného Jordánskem. V roce 1967 byla okupována Izraelem a stala se částí sjednoceného Jeruzaléma. Zástavba má městský blokový charakter.

## Demografie
Plocha této městské části dosahuje 427 dunamů (0,427 kilometru čtverečního). V roce 2000 tu žilo 4759 a v roce 2002 4771 obyvatel.